# New-York-City-Marathon 1997
Der New-York-City-Marathon 1997 war die 28. Ausgabe der jährlich stattfindenden Laufveranstaltung in New York City, Vereinigte Staaten. Der Marathon fand am 2. November 1997 statt.
Bei den Männern gewann John Kagwe in 2:08:12 h und bei den Frauen Franziska Rochat-Moser in 2:28:43 h.

## Ergebnisse

### Männer
| Platz | Athlet                | Land     | Zeit (h) |
| ----- | --------------------- | -------- | -------- |
| 01    | John Kagwe            | Kenia    | 2:08:12  |
| 02    | Joseph Chebet         | Kenia    | 2:09:27  |
| 03    | Stefano Baldini       | Italien  | 2:09:31  |
| 04    | Abdelkader El Mouaziz | Marokko  | 2:10:04  |
| 05    | Germán Silva          | Mexiko   | 2:10:19  |
| 06    | Domingos Castro       | Portugal | 2:10:23  |
| 07    | Róbert Štefko         | Slowakei | 2:11:11  |
| 08    | Dionicio Cerón        | Mexiko   | 2:13:01  |
| 09    | Simon Lopuyet         | Kenia    | 2:13:41  |
| 10    | Said Belaout          | Algerien | 2:14:22  |

### Frauen
| Platz | Athletin               | Land               | Zeit (h) |
| ----- | ---------------------- | ------------------ | -------- |
| 01    | Franziska Rochat-Moser | Schweiz            | 2:28:43  |
| 02    | Colleen De Reuck       | Südafrika          | 2:29:11  |
| 03    | Franca Fiacconi        | Italien            | 2:30:15  |
| 04    | Anuța Cătună           | Rumänien           | 2:31:24  |
| 05    | Ornella Ferrara        | Italien            | 2:31:44  |
| 06    | Kim Jones              | Vereinigte Staaten | 2:32:00  |
| 07    | Tegla Loroupe          | Kenia              | 2:32:07  |
| 08    | Serap Aktas            | Türkei             | 2:33:31  |
| 09    | Monica Pont            | Spanien            | 2:36:04  |
| 10    | Sonja Oberem-Krolik    | Deutschland        | 2:36:22  |